# 徳川実紀
『御実紀』（ごじっき）、通称『徳川実紀』（とくがわじっき）は、19世紀前半に編纂された江戸幕府の公式史書。全517巻。編集の中心人物は林述斎と成島司直であり、起稿から35年近い事業の末、天保14年12月（1844年1月から2月）に正本が完成。国史大系に収録されている。徳川実記という表記は誤りである。

## 概要
『徳川実紀』は明治以後に普及した通称であり、正式には『御実紀』といい、この総称は編集方針評議というかなり早期の段階から決定していた。
編年体の形を取り、歴代将軍の諡号を冠して、それぞれの将軍に関する記録を『東照宮御実紀』『台徳院殿御実紀』…と称する。『御実紀』というのはそれらをまとめた総称である。徳川家康から10代将軍徳川家治（天明期、1786年）までの事象を日ごとに記述している。それぞれの記録は、歴代将軍在任時の出来事を日付順にまとめた本編と、その将軍にまつわる逸話を集めた附録からなっている。全体の凡例にあたる『御実紀成書例』によれば、その体裁は和漢の実録（帝王の一代記）を参考にしており、具体的には六国史の第五『日本文徳天皇実録』と第六『日本三代実録』、中国唐代の『順宗実録』および明・清朝の実録などを範としているという。林述斎と成島司直は若年寄堀田正敦への書状に、「実録」は和漢でも天子にのみ用いられる用語であるから、天皇を憚って「御実紀」とした旨を述べている。
徳川実紀の記事は、幕府の日記を基礎として記述されているが、明暦の大火による各種史料の焼失など、開府から実紀の編纂が開始されるまでの長年の間に散逸が見られる。日記の欠落した期間は、別の史料を寄せ集めて記載した旨が、編者の註として記されている。記事の利用にあたっては、文中に記された出典の史料名に留意すべきである。前述のように史料的制約はあるが、本文は、史料の原文を余り崩さないようにしつつも、簡にして要を得た流麗な平仮名交り文で統一され、司直の編集手腕そのものは評価が高い。
稿本、正本、副本、日光東照宮奉納献上本の四種がある。稿本は静嘉堂文庫所蔵。正本は内閣文庫にあるものの、一部の巻が散逸している。副本は正本に比べて出典注記が細かく国史大系の底本としても用いられたが、1923年の関東大震災により貴族院図書室内で焼失した。日光東照宮奉納献上本は完本である。
明治期まで引き続き実紀の編纂は続けられたが（『続徳川実紀』）、家斉の治世下である『文恭院殿御実紀』以外は完成せず、稿本の体裁で終わっている。

## 編纂の経緯
寛政11年（1799年）に大学頭林述斎が公式史書の編纂を建議、享和元年（1801年から1802年）に正式に決定した。総括は述斎だが、編集主任として実務にあたったのは奥儒者成島司直（なるしま もとなお、柳北の祖父）であり、はじめ御実紀調所（編集所）も司直の邸宅に置かれた。司直配下の編集者は御徒（下級武士）から石原多助、岸本寛蔵、桜井庄五郎、荻野八百吉らが参加し、後に黒沢新八郎、中村伝之助、小川留三郎、小林鉄之助らが増員された。司直の子である筑山は副本作成に関わり、孫である柳北は訂正に参加している。
文化6年（1809年）2月起稿。天保12年7月14日（1841年8月30日）、発起人・監修者である述斎が死去した。さらに正本完成の直前である天保14年（1843年）10月24日、主幹の司直が突然御役御免隠居謹慎を命じられ、子の筑山も連座して解任されるというトラブルに見舞われる。解任の理由は不明だが、司直がその才気から将軍家慶の寵愛を受け学者なのにたびたび政治に口を出すために恨まれたからだという説、同時期の老中首座水野忠邦失脚と関連があるという説がある。司直罷免により、御実紀調所は昌平坂学問所に移る。天保14年12月（1844年1月から2月）に正本が完成し12代徳川家慶に献上、嘉永2年（1849年）11月に副本が完成（副本完成の功績で筑山は賞賜され、名誉回復）、安政4年（1857年）4月に日光東照宮奉納献上本の浄書完成、12月（1858年）に献納。

## 原典の構成
巻頭に成書例を置き、編纂方針と凡例を記している。各代の記録と附録の巻数は以下の通りである。なお「東照宮御実紀」の巻数が少ないのは、より詳細な史料集である『朝野旧聞裒藁』が同時期に編纂されているためである。

### 徳川実紀
- 成書例・総目録 －1巻
- 東照宮御実紀 徳川家康の記録 - 10巻/(附録25巻)天文19年-弘治元年欠
- 台徳院殿御実紀 徳川秀忠の記録 - 60巻/(附録5巻)
- 大猷院殿御実紀 徳川家光の記録 - 80巻/(附録6巻)
- 厳有院殿御実紀 徳川家綱の記録 - 60巻/(附録2巻)
- 常憲院殿御実紀 徳川綱吉の記録 - 59巻/(附録3巻)
- 文昭院殿御実紀 徳川家宣の記録 - 15巻/(附録2巻)
- 有章院殿御実紀 徳川家継の記録 - 15巻/(附録1巻)
- 有徳院殿御実紀 徳川吉宗の記録 - 62巻/(附録20巻)
- 惇信院殿御実紀 徳川家重の記録 - 31巻/(附録1巻)
- 浚明院殿御実紀 徳川家治の記録 - 55巻/(附録3巻)
  - 正本献上本は本編467冊、附録68冊、成書例・総目録・引用書2冊で計517冊（稿本は全291冊、日光東照宮奉納献上本は全516冊）[1]。

### 続徳川実紀
- 文恭院殿御実紀 徳川家斉の記録 - 72巻/(附録5巻)68-70巻欠
- 慎徳院殿御実紀 徳川家慶の記録 - 17巻/附録なし
- 温恭院殿御実紀 徳川家定の記録 - 6巻/附録なし
- 昭徳院殿御実紀 徳川家茂の記録 - 8巻/(次記3巻)
- 慶喜公御実紀 徳川慶喜の記録 - 3巻/附録なし
  - 以上114巻